# Sveti Andrija (Elafieten)
Sveti Andrija (Kroatisch voor Sint Andreas) is een onbewoond eiland in de Adriatische Zee in Kroatië, voor de kust van Dubrovnik. Dit onbewoonde eiland maakt deel uit van de Elafieten, en is voornamelijk de bestemming voor rustzoekers en trekvogels. Op het eiland staat een vuurtoren.

## Situering
Sveti Andrija ligt 6 zeemijlen van Dubrovnik. Het eiland is 400 meter lang en 80 meter breed.